# Invar

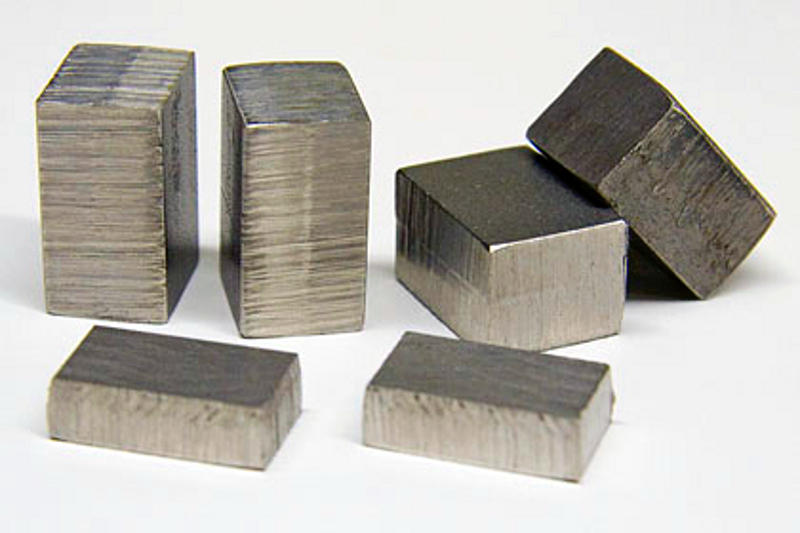
Metallquader aus Invar

Invar ist eine Eisen-Nickel-Legierung mit einem sehr geringen Wärmeausdehnungskoeffizienten. Es besteht aus 64 % Eisen und 36 % Nickel. Invar wird auch unter den Bezeichnungen Invar 36, Nilo alloy 36, Nilvar, NS 36, Permalloy D, Radio metal 36, Vacodil 36 vertrieben. Es hat die Werkstoffnummer 1.3912.
Der Name wird auch als Oberbegriff für eine Gruppe von Legierungen und Verbindungen verwendet, welche die bemerkenswerte Eigenschaft besitzen, in bestimmten Temperaturbereichen anormal kleine oder zum Teil negative Wärmeausdehnungskoeffizienten zu haben. Der Name resultiert also aus der Invarianz der Länge bezüglich einer Temperaturänderung.
Invar ist eine Marke von Imphy Alloys, die gegenwärtig zum Stahlkonzern Arcelor Mittal gehören. Invar-Legierungen haben in der Wirtschaft ein breites Anwendungsspektrum gefunden und werden dort eingesetzt, wo besonderer Wert auf Längenstabilität bei Temperaturschwankungen gelegt wird.

## Geschichte
Entdeckt wurde der Effekt 1896 von dem Schweizer Physiker Charles Édouard Guillaume an der Invar-Legierung Fe65Ni35, der dafür 1920 den Nobelpreis für Physik erhielt. Er arbeitete im internationalen Büro für Gewichte und Maße und suchte ein billiges Material, um Längen- und Massenstandards herzustellen. Damals wurden diese Standards, wie zum Beispiel das Urmeter, aus einer Platin-Iridium-Legierung gefertigt.

## Legierungen

Wärmeausdehnungskoeffizient in Abhängigkeit vom Nickelgehalt

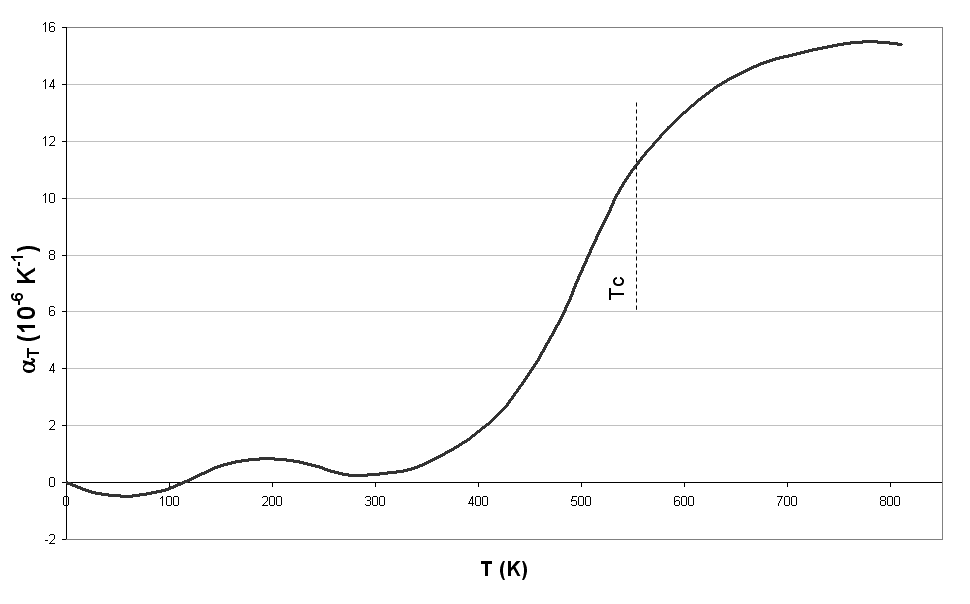
Ausdehnungskoeffizient von Invar über der absoluten Temperatur – unter 100 K negativ, oberhalb 370 K, 100 °C stärker ansteigend, T_{C} = Curietemperatur

Fe65Ni35-Invar enthält 65 % Eisen und 35 % Nickel. Bis zu 1 % Magnesium, Silicium und Kohlenstoff werden legiert, um die mechanischen Eigenschaften zu verändern. Durch Legieren von 5 % Cobalt kann der thermische Ausdehnungskoeffizient weiter reduziert werden. Eine solche Legierung ist Inovco mit Fe-33Ni-4.5Co, α (20–100 °C) von 0,55 ppm/K.
Varianten dieser Legierung haben einen etwas anderen thermischen Ausdehnungskoeffizienten. So hat Kovar den Ausdehnungskoeffizienten von ca. 5 ppm/K.
Heutzutage sind viele weitere Legierungen bekannt, bei denen ein Invar-Effekt auftritt:
- kubisch flächenzentriert (fcc): FeNi, FePt, FePd, FeMn, CoMn, FeNiPt, FeNiMn, CoMnFe uvw.
- kubisch-raumzentriert (bcc): CrFe, CrMn
- hexagonal dichteste Kugelpackung (hcp): CoCr
- amorph: FeB, FeP u. a.
- „Indilatans extra“ (Krupp, aus 1939[1] oder früher): (36Ni, XX) mit einem Ausdehnungskoeffizienten von −0,04 ppm/K bei 12 °C und bei 100 °C[2][3]
- Supra-Invar (32.5Ni, 4.0Co) soll bei 20 °C 0 ppm/K Ausdehnungskoeffizient haben[2]

Laves-Phasen und Verbindungen: TiFe2, ZrFe2, RECo2 (RE = seltene Erden außer Eu), FeC, Dy2(FeCo)17, u. a.

## Eigenschaften
Am Beispiel von Fe65Ni35-Invar:
- spezifischer elektrischer Widerstand = 0,75–0,85 Ω · mm2/m
- Elastizitätsmodul = 140–150 GPa
- Brinellhärte = 160
- Reißdehnung < 45 %
- Zugfestigkeit = 450–590 MPa
- Dichte = 8 g/cm³
- Längenausdehnungskoeffizient bei 20–90 °C = 1,7–2,0 · 10−6 K−1
- Wärmeleitfähigkeit bei 23 °C = 13 Wm−1 K−1

Zum Vergleich:
Längenausdehnungskoeffizienten α (rote Punkte in der Grafik):
- Eisen etwa 20,5 ppm/K
- Nickel etwa 12 ppm/K

Zugfestigkeit Stahlseil = 1770 MPa (N/mm²)

## Physikalischer Hintergrund
Der Invar-Effekt beruht auf einer negativen Volumenmagnetostriktion des Kristallgitters. Das bedeutet, dass durch eine Abstoßung der magnetischen Momente der einzelnen Atome der Legierung das Gitter „aufgebläht“ wird, sich die Atomabstände also vergrößern. Dieser Effekt nimmt jedoch mit steigender Temperatur ab (da die magnetischen Momente abnehmen) und lässt das Kristallgitter dadurch schrumpfen. Die Abnahme der negativen Volumenmagnetostriktion bei steigender Temperatur verhält sich damit gegenläufig zur Wärmeausdehnung, die die Atomabstände vergrößert. Diese physikalischen Phänomene können sich in bestimmten Temperaturbereichen so kompensieren, dass sich die Atomabstände effektiv nicht ändern und der Festkörper dadurch keine Längenänderung (und damit keine Volumenänderung) erfährt. Der Invar-Effekt verschwindet zusammen mit den magnetischen Momenten der Atome ab der jeweiligen magnetischen Ordnungstemperatur des Materials, also der Curie-Temperatur bzw. der Néel-Temperatur.

## Verwendungsbereich

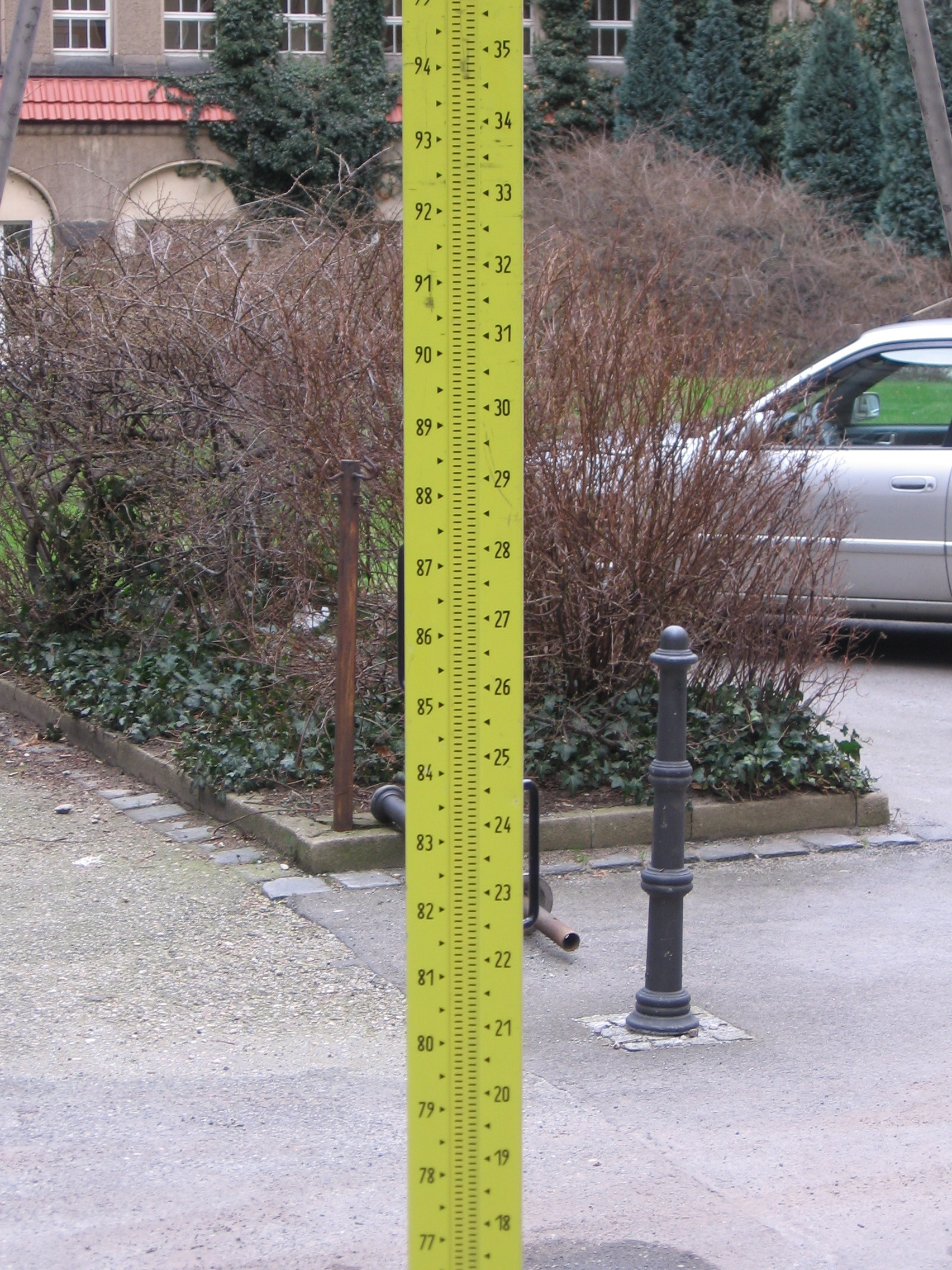
Nivellierlatte: Gehäuse aus Aluminium, Band mit der Skalenteilung aus Invar

Invar wurde zunächst verwendet, um billige Massen- und Längenstandards herzustellen. Außerdem wird es benutzt, um Präzisionspendeluhren und Chronometer herzustellen. Eine Hälfte von Bimetallen ist häufig aus Invar.
Invar-Legierungen werden für ein weites Spektrum von Produkten eingesetzt, die hohe Längenstabilität bei Temperaturschwankungen erfordern. Beispiele sind Lochmasken für Bildröhren, Glas-Metall-Übergänge, Tanks von Flüssiggasschiffen (Membrantanks), Chip-Basisplatten, Lasergehäuse, Hohlleiter und astronomische und seismographische Instrumente. Durch die Entwicklung einer Methode zum Schweißen von Invar wurden die Anwendungsmöglichkeiten ausgeweitet. In der Geodäsie werden Drähte aus Invar in Präzisionsnivellierlatten sowie zur hochpräzisen Distanzmessung im Kurzstreckenbereich (bis ca. 20 m) verwendet, z. B. im Tunnel- oder Staudammbau. In der Verarbeitung von großen CFK-Bauteilen werden beispielsweise auch in der Luft- und Raumfahrt die entsprechenden Laminierwerkzeuge teilweise aus Invar hergestellt, da auch CFK-Bauteile eine geringe Wärmeausdehnung (negativer Wärmeausdehnungskoeffizient) haben. Es ist deshalb im Autoklaven vorteilhaft, wenn die Wärmeausdehnungen von Werkzeug und Werkstück möglichst gleich sind.